# Острів Козачий (Чорне море)
Острів  Козачий (стара назва Батарейний, Первома́йський) — штучний острів на Чорному морі при вході у Дніпровсько-Бузький лиман. Насипаний між Кінбурнською косою і Очаківським мисом, слугував блок-фортом і перекривав шлях в Дніпро-Бузький лиман.
Перша назва — острів Миколаївської Приморської батареї на Очаківському (в деяких документах Кінбурнському) рейді Дніпровсько-Бузького лиману, або коротко — острів Батарейний. 17 січня 2025 року острів перейменували на Козачий. Ще одна назва — острів Самійла Кішки.
Розташований за 3,5 км від Очакова в гирлі Дніпровсько-Бузького лиману. Довжина острова близько 1400 м, площа — 7,3 га.

## Історична довідка

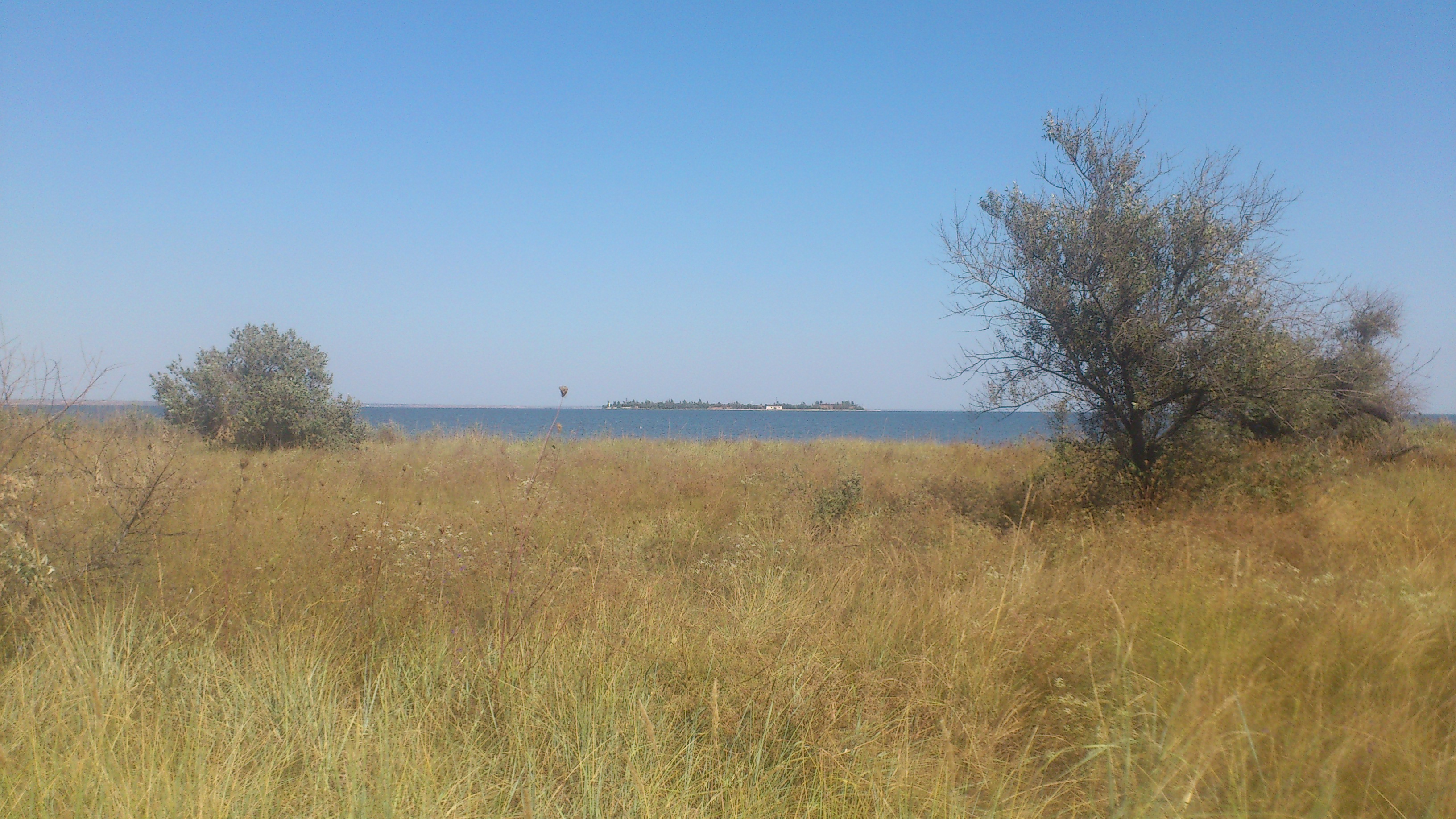
Вид на острів з Кінбурнської коси

За однією з версій, ідея насипати в гирлі Дніпро-Бузького лиману острів-батарею належала генералісимусу Олександру Суворову та російській імператриці Катерині II.
Історичним фактом є те, що 17 серпня 1874 року, проєкт будівництва на острові артилерійської батареї, що був розроблений відомим фортифікатором інженер-генералом Едуардом Тотлебеном, був затверджений військовим міністром Російської імперії графом Дмитром Мілютіним.
Більшість істориків сходяться на тому, що острів будувався поступово і завдячує своєю появою Очаківській банці — дрейфуючій мілині на вході в лиман — епізодичні роботи з поглиблення судноплавного фарватера в середині XIX століття стабілізували підводні течії. Проект Тотлебена передбачав укріплення острова і будівництво на ньому артилерійської батареї. У дно забили в три лінії шпунтові палі, простір між ними засипали камінням, піском, глиною, утворивши основу конструкції. Пісок і глина завозилися з Очакова і Кінбурнської коси, кам'яні брили для захисного молу — зі зруйнованої Кінбурнської фортеці. Для швартування кораблів побудували гавань, а на острові — порохові льохи і склади.
Спочатку гарнізон острова становив 8 гармат з обслугою. Порохові льохи острова були надійними магазинами, в яких поповнювали боєзапас лінійні кораблі і військові фрегати — в період Російсько-турецької війни 1828–1829 років за островом вже закріпився статус блок-порту — проміжного опорного пункту, де проводився дрібний ремонт оснастки вітрильних суден, добиралися запаси води, продовольства і пороху. Згодом був збільшений гарнізон, з'явився лазарет і стаціонарний лоцманський пункт.

Німецька схема укріплень батареї на острові Козачий

Але тільки внаслідок Кримської війни 1853–1856 рр. блок-порт на Батарейному отримав свій сучасний вигляд. За проектом Тотлебена, острів був значно укріплений, а на його території споруджені укріплення 22-ї берегової казематованої батареї — побудовані мінні льохи і механічні елеватори для підйому і опускання снарядів. До 1881 року острів вже мав причал, склади, 40 казематів і навіть залізничну гілку.
Побудовані військовими інженерами Борисовим і Паукером укріплення казематованої батареї мали 12 кругових і 6 підйомних 203-мм гармат, які після пострілу опускалася в шахту і були недоступними для удару у відповідь. На молу були встановлені мортири. Будівництво острова закінчено в грудні 1880 року.
З цим островом пов'язано також ім'я лейтенанта Шмідта. Після арешту 15 листопада 1905 року, він був конвойований з Севастополя до Очакова, а потім на острів Артилерійської батареї, де його тримали в одному з казематів до 6 березня 1906 року. Звідси Шмідта перевезли на острів Березань, де розстріляли.
У 1920 році його назвали Первомайським. Місцеві й досі називають його Майським. 
В період Громадянської війни батарея була серйозно розграбована і врешті-решт її відновлення в повному обсязі було визнано недоцільним. На острові були розміщені 22-га артилерійська і 85-а зенітна батареї Очаківського укріпленого сектору берегової оборони Одеської військово-морської бази. З початком німецько-радянської війни, гарнізон острова забезпечував прохід морських транспортів з військовою технікою та евакуйованими з Миколаєва і Херсону. Навіть після захоплення німецькими військами Очакова, гарнізон острова тримався ще півроку.
З 1961 по 1991 роки на острові дислокувалася бригада спецназу ВМФ СРСР, а з 1991 по 2004 роки - 7-ма окрема бригада спеціальних операцій ВМС України. 
11 жовтня 2003 року, під час відзначення 50-річного ювілею військової частини А1594, на острові був урочисто відкритий пам'ятник водолазам-розвідникам, виконаний з використанням натурального спорядження за ескізами капітан-лейтенанта Кушнаренка. На острові також зберігся пам'ятник екіпажу панцерника «Потьомкін» з елементами фок-щогли корабля, а також пам'ятник артилеристам 7-ї, 15-ї, 22-ї, 84-ї і 85-ї батарей Очаківського укріпсектору (1941–1945 рр.).
З 2004 року, життєдіяльність острову, фактично, була припинена. Супутньою причиною припинення діяльності на острові стали дії земснаряду, який поглиблював дно судноплавного каналу та випадково пошкодив силовий кабель, що з'єднував острів Майський з великою землею.
Після початку російського збройного вторгнення до України в 2014 році та початку війни на сході України, безальтернативний курс України на НАТО та створення в ЗСУ окремого роду військ Сил спеціальних операцій продиктували перспективні плани щодо подальшого використання закинутого військового об'єкта.
Тепер острів Козачий знову став пунктом базування 73-го морського центру спеціального призначення ССО.